# سیارک ۲۱۰۹۳۹
سیارک ۲۱۰۹۳۹ (به انگلیسی: 210939 Bodok، نامگذاری:2001TR197)۲۱۰۹۳۹مین سیارک کشف شده‌است که در ۱۰ اکتبر ۲۰۰۱ کشف شد.